# Magnum (marque)
Pour les articles homonymes, voir Magnum.
Magnum est une marque commerciale de crèmes glacées du groupe neérlando-britannique Unilever.

## Description
Les confiseries de marque Magnum sont des bâtonnets glacés, entre 100 et 120 mL, composées pour la plupart de crème glacée saveur vanille enrobée de chocolat. Des déclinaisons existent : enrobage chocolat au lait, noir ou blanc ; crème glacée vanille ou chocolat. En 2017, le produit passe à 88 mL.

## Histoire
Le nom de Magnum utilisé pour une crème glacée apparaît pour la première fois en 1989 en Allemagne par la marque Langnese. Une confiserie glacée sous la marque Magnum  est mise au point par l'ingénieur en agroalimentaire belge Geert Debevere, employé de la firme Ola de Baasrode mais il s'agit alors d'une glace conventionnelle qui ne perce pas le marché. À l'époque, les glaces en bâtonnet, telles que les Esquimaux sont destinées aux enfants. En 1989, Unilever révolutionne l’univers de la glace en lançant le premier bâtonnet pour adultes sous la marque «Magnum» (glace deux fois plus grosse avec un chocolat deux fois plus épais, et un emballage doré) sous la marque « Frac » en Italie et en Espagne mais le produit ne connaît pas le succès. Testant cette formule en Allemagne en 1989 sous la marque « Magnum » (nom latin signifiant grand et associé au luxe par sa référence au Magnum, format de bouteilles de  champagnes), le département marketing d'Unilever est sceptique mais rapidement, le produit envahit les bacs à glaces des grandes surfaces.
Les bâtonnets Magnum ont été au départ fabriqués par Frisko, la filiale danoise de produits surgelés d'Unilever. La recette originelle (crème glacée à la vanille recouverte d'une couche de chocolat au lait et amandes) est commercialisée aujourd'hui sous la marque Magnum Classic. Cette marque a ensuite été distribuée en France sous la gamme de marque Motta, propriété d'Unilever. Aujourd'hui, comme toutes les confiseries glacées du groupe, Magnum fait partie de la gamme Miko.
Des égéries ont également fait la notoriété de la marque Magnum dans le monde comme Eva Longoria, Benicio del Toro, Cara Delevingne ou encore l’actrice américaine Rachel Bilson .

## Logos au fil du temps

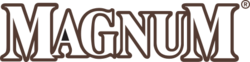
Logo de Magnum de 1989 à 2003.
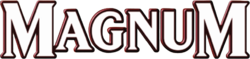
Logo de Magnum de 2003 à 2006.
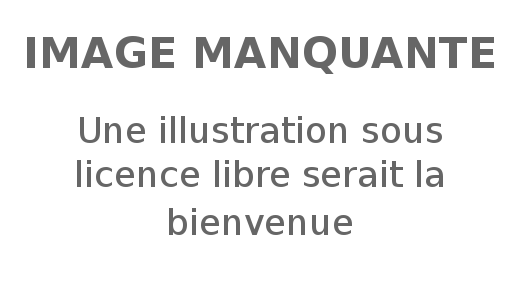
Logo de Magnum de 2006 à 2021.
Logo de Magnum depuis 2021.

## Principaux ingrédients et provenance
Lait écrémé réhydraté, sucre, beurre de cacao, matière grasse végétale (huile de coco), pâte de cacao, cacre caramélisé, sirop de glucose-fructose, poudre de lait entier, lactose et protéines de lait, beurre concentré, émulsifiants (E471, lécithine de soja, E476), amidon modifié, stabilisants(E401, E410, E407), arômes, poudre de cacao maigre.
En 2011, Magnum a reçu la vérification de Rainforest Alliance pour ses Magnum Ecuador et Ghana. En février 2012, la vérification du cacao utilisé dans la fabrication des glaces Magnum a été étendue à l’ensemble de la gamme à l'exception des Magnum Double.
En 2010, selon les listes existantes (Greenpeace), les usines élaborant des crèmes glacées de marque Magnum utilisent des produits laitiers issus de bétail alimenté grâce à la technique OGM.
En 2017, la Commission européenne ne rend pas obligatoire la mention d'étiquetage produit laitier issu de bétail nourri aux OGM.

## Variantes
- Classic
- Amande
- Blanc
- Menthe
- Double Chocolat
- Double Caramel (colorants E150b et E160a)
- Double peanut butter
- Miel Nougat
- Pistache
- Gold (colorants E171 et E172)
- Café
- Temptation Fruits
- Temptation Noisette
- Temptation Caramel/Amande
- Infinity Chocolat
- Infinity Caramel
- 5 Kisses (Crème brûlée, Meringue et Fruits Rouges, Tiramisu, Gâteau au Chocolat et Tarte aux Pommes)
- Limoncello (format mini)
- Irish-Coffee (format mini)
- Édition 25th Birthday "Strawberry & White".
- Édition 25th Birthday " Marc de Champagne".
- Mini Baileys (cœur au Baileys, format mini)
- Magnum non laitier Classique
- Magnum non laitier Amande
- Magnum non laitier Caramel au Sel de Mer

Ces crèmes glacées existent en format mini (pour Magnum Temptation, Classic, Blanc et Amande) et en barres.

## Fabrication
Les crèmes glacées Magnum commercialisées en France et en Suisse sont fabriquées à Heppenheim en Allemagne ou à Saint-Dizier en France.

## Données financières
Le chiffre d'affaires se rapportant aux ventes de glaces Magnum est estimé à 1,1 milliard d'euros en 2008 avec une rentabilité de 15 %. La moitié du C.A est réalisée avec les déclinaisons Classic, Blanc et Amande.